# Colton Herta
Colton Herta (Santa Clarita, Kalifornia, 2000. március 30. –) amerikai autóversenyző, jelenleg az Andretti Harding Steinbrenner Autosport versenyzője. Bryan Herta fia és a legfiatalabb futamgyőztese az IndyCarnak.

## Pályafutása

### A kezdetek
Herta 2000-ben született a kaliforniai Valencia városában, az USA-ban és 10 évesen debütált a nagyobb SKUSA és az IKF sorozatokban, annak ellenére, hogy már 6 éves kora óta gokartozott. 2014-ben váltott együléses formulaautókra a Cooper Tyres USF2000 Mazda-bajnokságban és 15. lett összetettben. Ugyanebben az évben nemzetközi debütálását is megejtette a malajziai Sepang pályán a Formula Ázsia-kupa fordulóján. Összesen 1 futamgyőzelmet és 3 dobogót gyűjtött. Egyszeri alkalommal részt vett a Globális ralikrosszbajnokságban is, amelynek legfiatalabb versenyzője lett.

### Európában
2015-ben mutatkozott be a brit Formula–4-bajnokságban, a legfiatalabb pilótaként és az egyetlen amerikaiként. Az augusztusban rendezett Snetterton Circuit-en a második futamon megszerezte első győzelmét. Ezzel hozzájárult, hogy az USA nyerte a Nemzetek kupáját. A bajnoki tabella összetett harmadikja lett.
2016-ra a brit Formula–3-as kategóriában állt volna rajthoz, azonban az idénynyitó idején még túl fiatalnak számított, így nem kapott engedélyt rá. Helyette az Euroformula Openben volt ott a Carlin színeiben. Négy versenyt megnyert, valamint hétszer is az első háromban zárt. Eredményei a 3. helyre voltak elegendőek az összesítésben Leonardo Pulcini és Habsburg Ferdinánd mögött.

### Indy Lights
2017-ben visszatért hazájába, az Indy Lights sorozatba az újonnan eggyé alakult  Andretti-Steinbrenner Racing 98-as rajtszámú versenygépébe. Az első forduló St. Petersburg utcáin került lebonyolításra és már a második futamot megnyerte a pole és a leggyorsabb kör begyűjtése mellett. Április 23-án a kategória 400. futamán is diadalmaskodott az alabamai Barber Motorsports Parkban. Az év végén az újoncok számára kiírt pontvadászat győztese lett.
2018-ra is maradt a szériában. Négyszer emelhetett magasba az első helyért járó díjat. Ezek közül kiemelkedett a mindhárom Indianapolisban szerzett sikere. Csapattársa, egyben riválisa, a mexikói Patricio O’Ward mögött 2. lett a kiírásban.

### IndyCar

#### 2018
2018-ban a szezonzáró IndyCar futamon debütált a Harding Racing csapatánál.

#### 2019
2019-ben a 88-as számú autóját vezette a Harding Steinbrenner Racingnél. 2019. március 24-én 18 évesen, 11 hónaposan és 25 naposan a kategória legfiatalabb futamgyőztese lett. Három hónappal később a Road Americán a legifjabb pole-pozíciósa lett a sorozatnak. 2020-ban az összetett bajnokság 3. helyén végzett. 2021-ben az Andretti Autosport főcsapatához ült át a a 26-os számú autójába A St. Petersburgban rendezett versenyt megnyerte a szezon második versenyén. A szezon utolsó kettő versenyét szintén megnyerte és az összetett bajnokság 5. helyén végzett.

#### 2020
2020-ban továbbra is a Harding Steinbrenner Racing autóját vezette az Andretti Autosport támogatásával. 2020. szeptember 13-án megnyerte a második Mid-Ohióban rendezett versenyt. Összesen 14 futamból heten a top5-ben zárt, amivel az év végi tabella 3. helyén rangsorolták.

#### 2021
2021-re átült a 88-as kocsiból az  Andretti Autosport és a Curb Agajanian közös csapatának 26-os konstrukciójába. A nyitányon, Alabamában ütközött Josef Negardennel és kiesett. Az általában első forduló St. Petersburg utcai pálya hátrébb került a koronavírus-világjárvány miatt. ahol győzedelmeskedett. A további fordulókon csupán kétszer zárt pódiumon. Egyszer Road Americán és egyszer az indianapolisi road pályán. Elég sokszor volt technikai-, valamint vezetéstechnikai problémái is. Nasville-ben pole-pozícióba kvalifikálta magát és az utolsó körökben a vezetést próbálta visszavenni Marcus Ericssontól, majd hibázott és a falnak ütközött. Laguna Secában egy kör kivételével az összesen vezetett és végül diadalmaskodott. A Long Beach-i záráson a 14. pozícióból kezdve tudott nyerni. Az összetett az 5. pozícióban zárta, 455 egységgel.

#### 2022
2022-ben az Andretti Autosport bejelentette, hogy Herta továbbra is náluk fog vezetni Alexander Rossi, Romain Grosjean és Devlin DeFrancesco csapattársaként. Long Beach-en a vezetés elvesztése után folyamatosan esett hátra a mezőnyben, majd ütközött és kiesett. Egyetlen győzelmét az indianapolisi 500 előtt megrendezett GMR Grand Prix-n szerezte.

#### 2023
2022 októberében egy hosszútávú, 2027-ig szóló kontraktust írt alá az Andrettivel.

### Sportautózás
2019-ben a Daytonai 24 órás autóversenyen indult a Rahal Letterman Lanigan Racing egyik pilótájaként a WeatherTech SportsCar-bajnokságban Connor De Phillippi, Augusto Farfus és Philipp Eng társaságában egy BMW M8 GTE volánja mögött, a GTLM-osztály győztesei lettek. 2022-ben a DragonSpeed csapatával állt rajthoz a Daytonában Devlin DeFrancesco, Eric Lux, és Patricio O’Ward társaként az LMP2-es kategóriában, ahol nyertek.

### Formula–1
A 2021-es szezonban az Andretti Autosport sokáig próbálta felvásárolni a Sauber Motorsportot gárdáját, akik szorosan az Alfa Romeóval működtek együtt. Herta potenciális pilóta jelöltje lett az istállónak és az elsődleges tervek szerint Amerikában, Brazíliában és Mexikóban vezethette volna a csapat valamelyik autóját az első szabadedzéseken, azonban ezek soha nem jöttek létre, mivel az Andretti és a Sauber közötti tárgyalások az év végén megszakadtak.
2022 márciusában a Formula–1-es McLaren csapata bejelentette, hogy fejlesztő pilótának szerződtette a MCL35 tesztprogramjához. Július 11. és 13. között egy privát teszt keretein belül a portugáliai Algarve International Circuit-en autóba ült. 2022-ben a Red Bull komolyan érdeklődött szolgálatai iránt 2023-ra valamelyik AlphaTauri ülésbe. Az istálló kérvényezte a Nemzetközi Automobil Szövetségnél (FIA), hogy külön engedélyt adjanak Hertának, hogy soron kívül bekerülhessen a Formula–1-be, mivel ekkor még nem volt meg a szükséges szuperlicensz-pontja. Ezen kívül megállapodtak az Alpine-al, hogy tesztelhessen velük szeptemberben a Hungaroringen. Ebben a hónapban hivatalosan bejelentette az FIA, hogy Herta nem kapja meg a külön engedélyt.

## Eredményei

### Teljes Indy Lights eredménysorozata
(Táblázat értelmezése)

(Félkövér: pole-pozícióból indult; dőlt: leggyorsabb kört futott) 

| Év   | Csapat                       | 1     | 2     | 3      | 4     | 5      | 6      | 7       | 8      | 9     | 10    | 11    | 12     | 13    | 14    | 15    | 16    | 17    | Helyezés | Pont |
| ---- | ---------------------------- | ----- | ----- | ------ | ----- | ------ | ------ | ------- | ------ | ----- | ----- | ----- | ------ | ----- | ----- | ----- | ----- | ----- | -------- | ---- |
| 2017 | Andretti Steinbrenner Racing | STP 2 | STP 1 | ALA 10 | ALA 1 | IMS 12 | IMS 10 | INDY 13 | ROA 12 | ROA 3 | IOW 4 | TOR 4 | TOR 10 | MDO 2 | MDO 6 | GMP 3 | WGL 3 |       | 3.       | 300  |
| 2018 | Andretti Steinbrenner Racing | STP 3 | STP 8 | ALA 2  | ALA 3 | IMS 1  | IMS 1  | INDY 1  | ROA 1  | ROA 2 | IOW 2 | TOR 7 | TOR 6  | MDO 2 | MDO 2 | GTW 2 | POR 2 | POR 4 | 2.       | 447  |

### Teljes IndyCar eredménysorozata
| Év   | Csapat                                  | 1      | 2      | 3      | 4      | 5      | 6       | 7      | 8      | 9      | 10     | 11     | 12     | 13     | 14     | 15     | 16     | 17     | 18  | Helyezés | Pont |
| ---- | --------------------------------------- | ------ | ------ | ------ | ------ | ------ | ------- | ------ | ------ | ------ | ------ | ------ | ------ | ------ | ------ | ------ | ------ | ------ | --- | -------- | ---- |
| 2018 | Harding Racing                          | STP    | PHX    | LBH    | ALA    | IMS    | INDY    | DET    | DET    | TXS    | ROA    | IOW    | TOR    | MDO    | POC    | GTW    | POR    | SNM 20 |     | 37.      | 20   |
| 2019 | Harding Steinbrenner Racing             | STP 8  | COA 1  | ALA 24 | LBH 23 | IMS 23 | INDY 33 | DET 12 | DET 12 | TXS 18 | ROA 8  | TOR 7  | IOW 18 | MDO 7  | POC 16 | GTW 9  | POR 4  | LAG 1  |     | 7.       | 420  |
| 2020 | Andretti Harding Steinbrenner Autosport | TXS 7  | IMS 4  | ROA 5  | ROA 5  | IOW 19 | IOW 19  | INDY 8 | GTW 4  | GTW 6  | MDO 9  | MDO 1  | IMS 4  | IMS 2  | STP 11 |        |        |        |     | 4.       | 416  |
| 2021 | Andretti Autosport                      | ALA 22 | STP 1  | TXS 22 | TXS 5  |        |         |        |        |        |        |        |        |        |        |        |        |        |     | 5.       | 455  |
| 2021 | Andretti Autosport w/ Curb-Agajanian    |        |        |        |        | IMS 13 | INDY 16 | DET 14 | DET 4  | ROA 2  | MDO 13 | NSH 19 | IMS 3  | GTW 18 | POR 8  | LAG 1  | LBH 1  |        |     | 5.       | 455  |
| 2022 | Andretti Autosport w/ Curb-Agajanian    | STP 4  | TXS 12 | LBH 23 | ALA 10 | IMS 1  | INDY 30 | DET 8  | ROA 5  | MDO 15 | TOR 2  | IOW 24 | IOW 12 | IMS 24 | NSH 5  | GTW 11 | POR 6  | LAG 11 |     | 10.      | 381  |
| 2023 | Andretti Autosport w/ Curb-Agajanian    | STP 20 | TXS 7  | LBH 4  | ALA 14 | IMS 9  | INDY 9  | DET 11 | ROA 5* | MDO 11 | TOR 3  | IOW 19 | IOW 7  | NSH 21 | IMS 13 | GTW 6  | POR 13 | LAG 23 |     | 10.      | 356  |
| 2024 | Andretti Global w/ Curb-Agajanian       | STP 5  | TRM2 4 | LBH    | ALA    | IMS    | INDY    | DET    | ROA    | LAG    | MDO    | IOW    | IOW    | TOR    | GTW    | POR    | MIL    | MIL    | NSH | 5.*      | 31*  |

* A szezon jelenleg is zajlik.
2 A verseny nem számít bele a bajnokságba

#### Indianapolis 500
| Év   | Karosszéria | Motor | Rajthely | Helyezés | Csapat                                  |
| ---- | ----------- | ----- | -------- | -------- | --------------------------------------- |
| 2019 | Dallara     | Honda | 5        | 33       | Harding Steinbrenner Racing             |
| 2020 | Dallara     | Honda | 10       | 8        | Andretti Harding Steinbrenner Autosport |
| 2021 | Dallara     | Honda | 2        | 16       | Andretti Autosport                      |
| 2022 | Dallara     | Honda | 25       | 30       | Andretti Autosport                      |
| 2023 | Dallara     | Honda | 21       | 9        | Andretti Autosport                      |
| 2024 | Dallara     | Honda | 13       | 23       | Andretti Global                         |
| 2025 | Dallara     | Honda | 27       | 14       | Andretti Global                         |

### Daytonai 24 órás autóverseny
| Év   | Csapat            | Csapattárs                                      | Autó            | Kategória | Kör | Összetett Helyezés | Kategória Helyezés |
| ---- | ----------------- | ----------------------------------------------- | --------------- | --------- | --- | ------------------ | ------------------ |
| 2019 | BMW Team RLL      | Augusto Farfus Connor De Phillippi Phillipp Eng | BMW M8 GTE      | GTLM      | 571 | 10.                | 1.                 |
| 2020 | BMW Team RLL      | Augusto Farfus John Edwards Jesse Krohn         | BMW M8 GTE      | GTLM      | 786 | 13.                | 5.                 |
| 2021 | Turner Motorsport | Bill Auberlen Robby Foley Aidan Read            | BMW M6 GT3      | GTD       | 744 | 27.                | 6.                 |
| 2022 | DragonSpeed USA   | Patricio O’Ward Devlin DeFrancesco Eric Lux     | Oreca 07-Gibson | LMP2      | 751 | 5.                 | 1.                 |
| 2023 | BMW M Team RLL    | Augusto Farfus Philipp Eng Marco Wittmann       | BMW M Hybrid V8 | GTP       | 768 | 6.                 | 6.                 |
| 2024 | WTR with Andretti | Jenson Button Louis Delétraz Jordan Taylor      | Acura ARX-06    | GTP       |     |                    |                    |